# Phlegmariurus nyalamensis
Phlegmariurus nyalamensis là một loài thực vật có mạch trong Họ Thạch tùng. Loài này được (Ching & S.K. Wu) H.S. Kung & L.B. Zhang miêu tả khoa học đầu tiên năm 1999.